# George Shultz
George Pratt Shultz (ur. 13 grudnia 1920 w Nowym Jorku, zm. 6 lutego 2021 w Stanford) – amerykański polityk i dyplomata, od 22 stycznia 1969 do 1 lipca 1970 sekretarz pracy, a od 12 czerwca 1972 do 8 maja 1974  sekretarz skarbu, w administracji Richarda Nixona. Od 16 lipca 1982 do 20 stycznia 1989 sekretarz stanu USA w administracji Ronalda Reagana.